# NGC 646
NGC 646, auch NGC 646-1, ist eine Balken-Spiralgalaxie vom Hubble-Typ SBc im Sternbild Kleine Wasserschlange, welche etwa 362 Millionen Lichtjahre von der Milchstraße entfernt ist. Sie interagiert mit der Galaxie PGC 6014 (NGC 646-2).
Sie wurde am 2. November 1834 von dem britischen Astronomen John Frederick William Herschel entdeckt.